# 25 september
25 september is de 268ste dag van het jaar (de 269ste dag in een schrikkeljaar) in de gregoriaanse kalender. Hierna volgen nog 97 dagen tot het einde van het jaar.

## Gebeurtenissen
- Algemeen
  - 233 - Keizer Severus Alexander keert in Rome terug en houdt een triomftocht, hij voert in de Senaat een "overwinningsrede" over zijn mislukte veldtocht in het Perzische Rijk.
  - 1973 - De Spaanse anarchist Salvador Puig Antich wordt in een hinderlaag gelokt en opgepakt. Salvador is een jaar later de laatste die de doodstraf krijgt onder het regime van Franco. In 2006 wordt er een film gemaakt over zijn leven.
  - 1983 - Uit de Maze-gevangenis in Belfast, Noord-Ierland ontsnappen 38 veroordeelde leden van de IRA. Daarbij wordt één bewaker gedood.
  - 1992 - Bengaalse ordetroepen openen in het zuidoosten van Bangladesh het vuur op Birmese moslimvluchtelingen die ageren tegen gedwongen repatriëring. Zeker vijf betogers worden gedood.
  - 2008 - Piraten kapen in de Indische Oceaan bij Somalië een Oekraïens vrachtschip met dertig T-72-tanks van Russische makelij aan boord.
  - 2023 - In de enclave Nagorno-Karabach in Azerbeidzjan raken zeker 200 mensen gewond door een explosie bij een tankstation.[1]
- Infrastructuur
  - 1978 - Pacific Southwest Airlines-vlucht 182, een Boeing 727, botst op een klein privévliegtuig en stort neer in San Diego. 144 mensen komen om.
  - 1996 - Een Douglas DC-3 (Dakota) van de Dutch Dakota Association stort neer boven de Waddenzee, waarbij alle 32 inzittenden om het leven komen. Het ongeluk staat bekend als de Dakotaramp.
  - 2016 - De Mat '64, het treinstel is ook bekend als "apekop", maakt zijn laatste rit van Maastricht naar het Spoorwegmuseum in Utrecht.
- Kunst en cultuur
  - 1980 - De later met een Gouden Kalf bekroonde film Het teken van het beest van regisseur Pieter Verhoeff gaat in première.
  - 2021 - Cabaretier Herman Finkers wint de Zilveren Krulstaart voor het beste filmscenario van het jaar dat hij schreef voor de film De Beentjes van Sint Hildegard.[2]
  - 2023 - De Amerikaanse vakbond van scriptschrijvers in Hollywood, Writers Guild of America (WGA), bereikt onder voorbehoud van goedkeuring door de leden een 3-jarig akkoord met de grote filmstudio's over de financiële kwesties waarvoor de scriptschrijvers al sinds afgelopen mei in staking waren. Volgens de WGA is de waarde van de overeenkomst $233 miljoen per jaar. De leden kunnen vanaf 27 september 2023 weer aan het werk gaan.[3] (Lees verder)
- Media
  - 1970 - In Amerika zendt ABC de eerste aflevering van The Partridge Family uit. De comedyserie gaat over een weduwe en vijf kinderen die een muziekgroep vormen.[4]
  - 2004 - RTL 4 zendt de eerste aflevering van de talentenjacht Popstars - The Rivals uit. In het programma wordt een boyband en een girlband gevormd en de groep die een nummer 1-hit met kerst scoort die wint.[4]
- Oorlog
  - 1066 - Slag bij Stamford Bridge markeert het eind van de overheersing van de Vikingen in Engeland.
  - 1396 - De Ottomaanse sultan Bayezid I verslaat een christenenleger in de slag bij Nicopolis.
  - 1915 - Begin van de Slag bij Loos.
  - 1944 - De bevrijding van Helmond tijdens de Tweede Wereldoorlog.
  - 1944 - Einde van Operatie Market Garden. Dit was grotendeels een mislukking voor de Geallieerden.
  - 1983 - Guerrillastrijders van het FMNL veroveren de stad Tenancingo in El Salvador.
  - 1990 - Golfoorlog - Het embargo tegen Irak wordt door de Verenigde Naties tot het luchtruim uitgebreid. De Russische overheid sluit VN-geweld tegen Irak niet uit.
  - 1993 - Drie Amerikaanse VN-soldaten komen in de Somalische hoofdstad Mogadishu om het leven als hun helikopter wordt getroffen door een granaat. De helikopter stort neer in een wijk die wordt beheerst door milities van krijgsheer Mohammed Farrah Aidid.
  - 2023 - Nadat het Azerbeidzjaanse leger bij een ééndaags offensief de separatisten van Nagorno-Karabach heeft verslagen, vluchten tienduizenden etnische Armeniërs uit de enclave langs de Laçın-corridor naar Armenië, uit vrees voor vervolging en etnische zuiveringen.[5]
- Politiek
  - 275 - Marcus Claudius Tacitus wordt door de senaat gekozen tot Romeins keizer.
  - 1918 - Oprichting van het (Nederlandse) Ministerie van Arbeid, voorloper van het Ministerie van SZW.
  - 1962 - In Algerije wordt officieel de onafhankelijke republiek uitgeroepen.
  - 1972 - De bevolking van Noorwegen stemt tegen lidmaatschap van de EEG.
  - 1977 - Begrafenis van Steve Biko in Zuid-Afrika.
  - 2017 - Japan maakt zich zo'n zorgen over de agressie van Noord-Korea nabij haar landsgrenzen dat premier Shinzo Abe vervroegde parlementsverkiezingen uitschrijft.
  - 2021 - Mona Keijzer is ontslagen als staatssecretaris van Economische Zaken en Klimaat in het demissionaire kabinet-Rutte III. Het is voor het eerst sinds 1975 dat een bewindspersoon is ontslagen.
- Religie
  - 235 - Paus Pontianus en tegenpaus Hippolytus, kerkleider van Rome, worden door keizer Maximinus I Thrax verbannen naar de mijnen op Sardinië.
  - 1993 - Bisschopswijding van Frans Wiertz, bisschop van Roermond, door kardinaal Simonis.
- Sport
  - 1974 - In de tweede interland sinds het WK 1974 wint het Nederlands voetbalelftal in Helsinki met 3-1 van Finland in de kwalificatiereeks voor het Europees kampioenschap voetbal 1976. Johan Cruijff scoort tweemaal, nadat Timo Rahja de thuisploeg na zestien minuten op voorsprong heeft gezet.
  - 1979 - Oprichting van de Poolse voetbalclub RKS Radomsko.
  - 1994 - De handbalsters van Denemarken winnen in Berlijn het eerste Europees kampioenschap door in de finale gastland Duitsland met 27-23 te verslaan.
  - 1998 - Opening van het GN Bouw-stadion, de thuishaven van FC Dordrecht.
  - 2005 - Fernando Alonso wordt de jongste wereldkampioen Formule 1 (24 jaar en 59 dagen)
  - 2005 - Tom Boonen wordt wereldkampioen wielrennen in de Spaanse hoofdstad Madrid.
  - 2017 - Bierproducent Jupiler stopt na twaalf seizoenen als naamgever en hoofdsponsor van de eerste divisie.
  - 2019 - Remco Evenepoel pakt zijn 19de zilver op het WK tijdrijden bij de mannen elite in Yorkshire, de beste Belgische prestatie ooit.
  - 2021 - Marianne Vos behaalt zilver op het WK wielrennen in België. Het is haar 6e zilveren WK medaille.[6]
  - 2021 - Mike Schloesser wordt in het Amerikaanse Yankton tweede bij het WK handboogschieten.[7]
  - 2024 - FC Twente speelt verrassend gelijk tegen het grote Manchester United FC in de UEFA Europa League op Old Trafford. Sam Lammers scoort de gelijkmaker.
- Wetenschap en technologie
  - 1956 - De eerste trans-Atlantische telefoonkabel wordt in gebruik genomen.
  - 1974 - Voor het eerst wordt bekend dat freon, het voornaamste drijfgas in spuitbussen, de ozonlaag aantast.
  - 2005 - De World Solar Challenge gaat van start, de wedstrijd werd door het Delftse Nuon Solar Team met de Nuna 3 gewonnen.
  - 2008 - China lanceert met een Long March 2F raket de derde bemande ruimtevaartmissie, Shenzhou 7. De 3 taikonauten voeren de eerste Chinese ruimtewandeling uit en nemen de mini-satelliet Banxing in gebruik.[8]
  - 2023 - Wetenschappers van NASA en het Amerikaanse National Snow and Ice Data Center maken bekend dat op 19 september 2023 het Arctische zeeijs de jaarlijkse minimum omvang bereikte: 4,23 miljoen km2, de vijf na laagste waarde sinds het begin van de metingen. Het Antarctische zeeijs bereikte met 16,96 miljoen km2 de jaarlijkse maximum omvang op 10 september 2023 en dat was de laagste waarde die ooit gemeten is.[9]

## Geboren

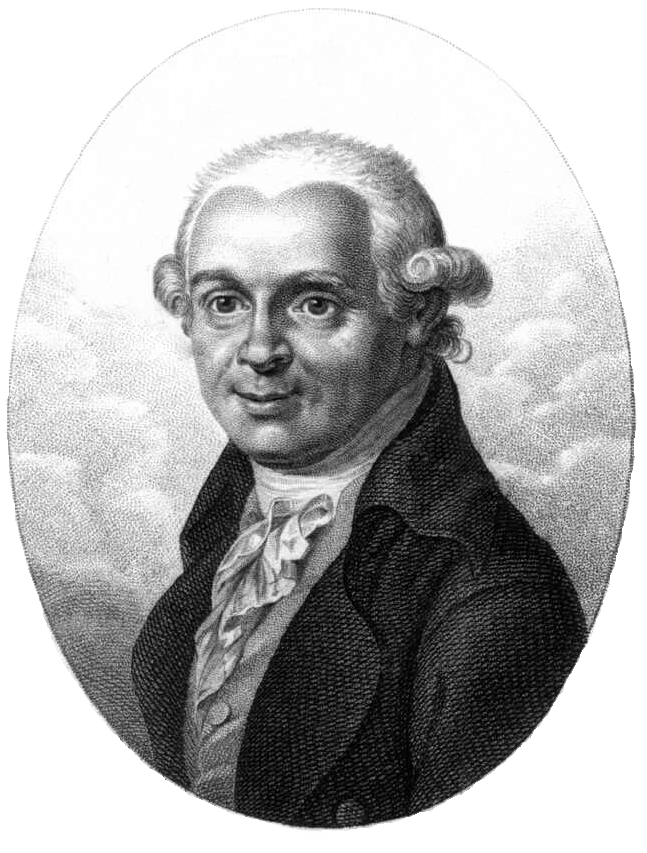
Abraham Gottlob Werner,
geboren in 1749

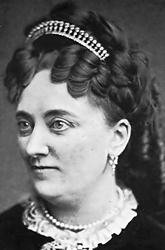
Mina Kruseman,
geboren in 1839

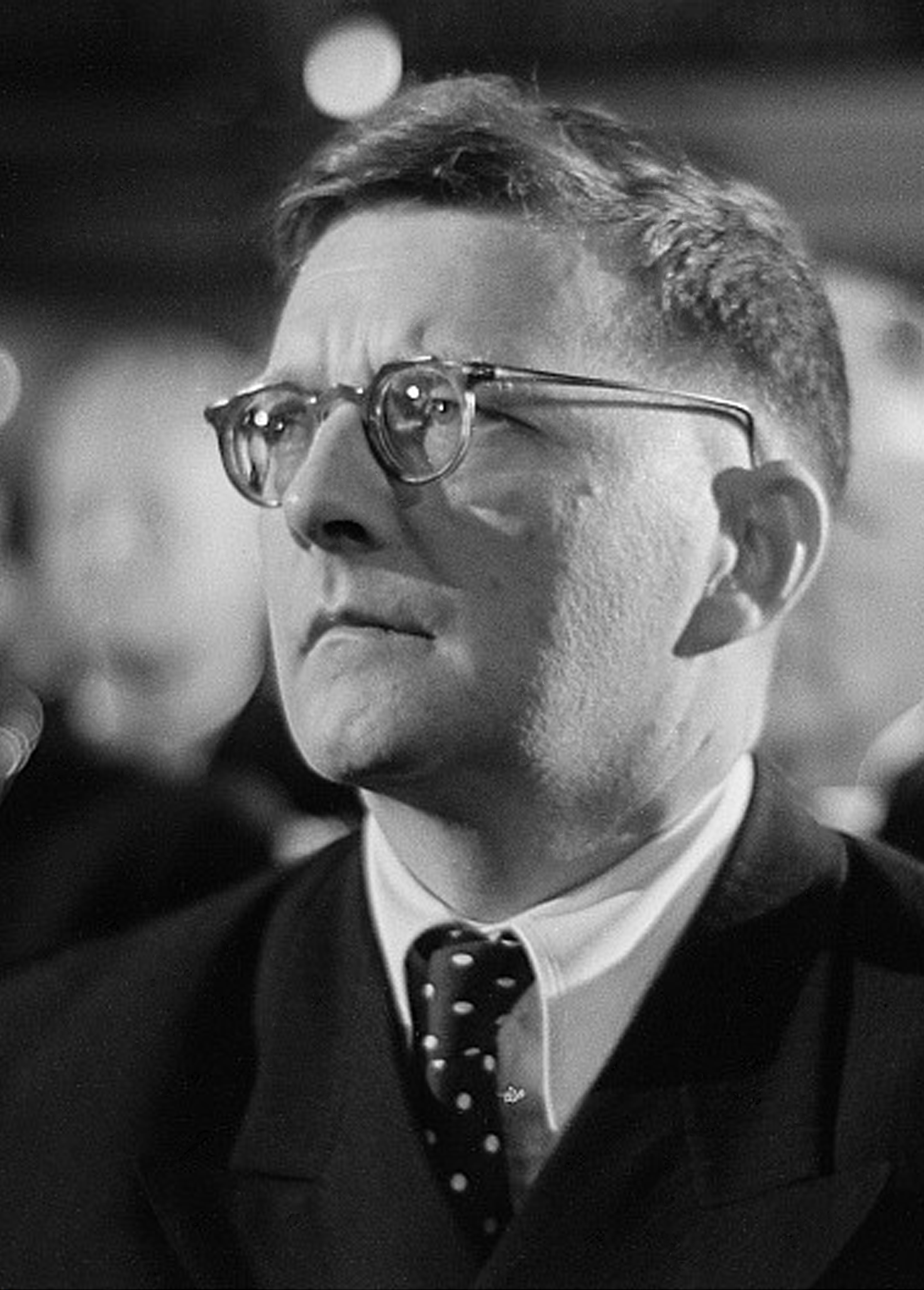
Dmitri Sjostakovitsj,
geboren in 1906

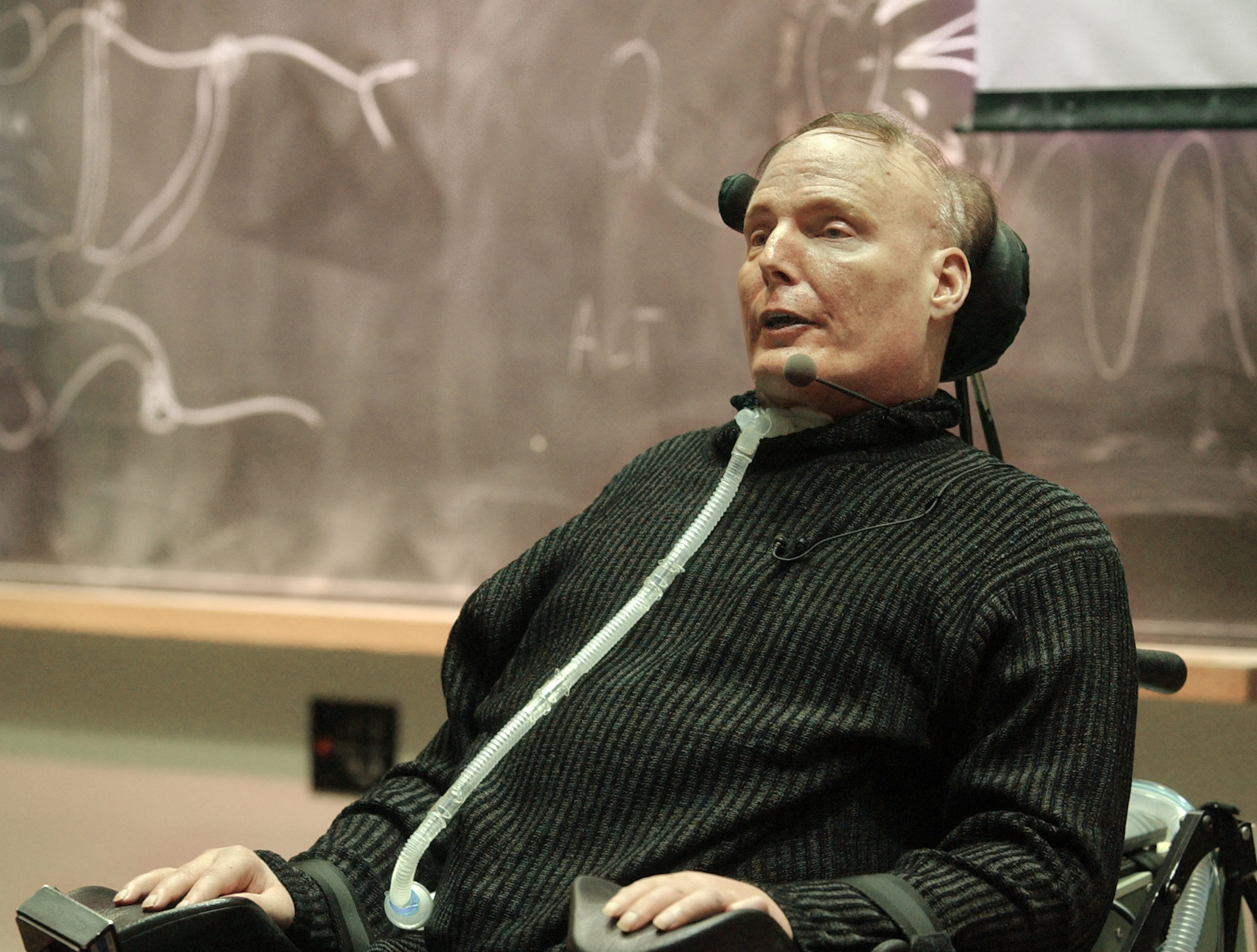
Christopher Reeve,
geboren in 1952

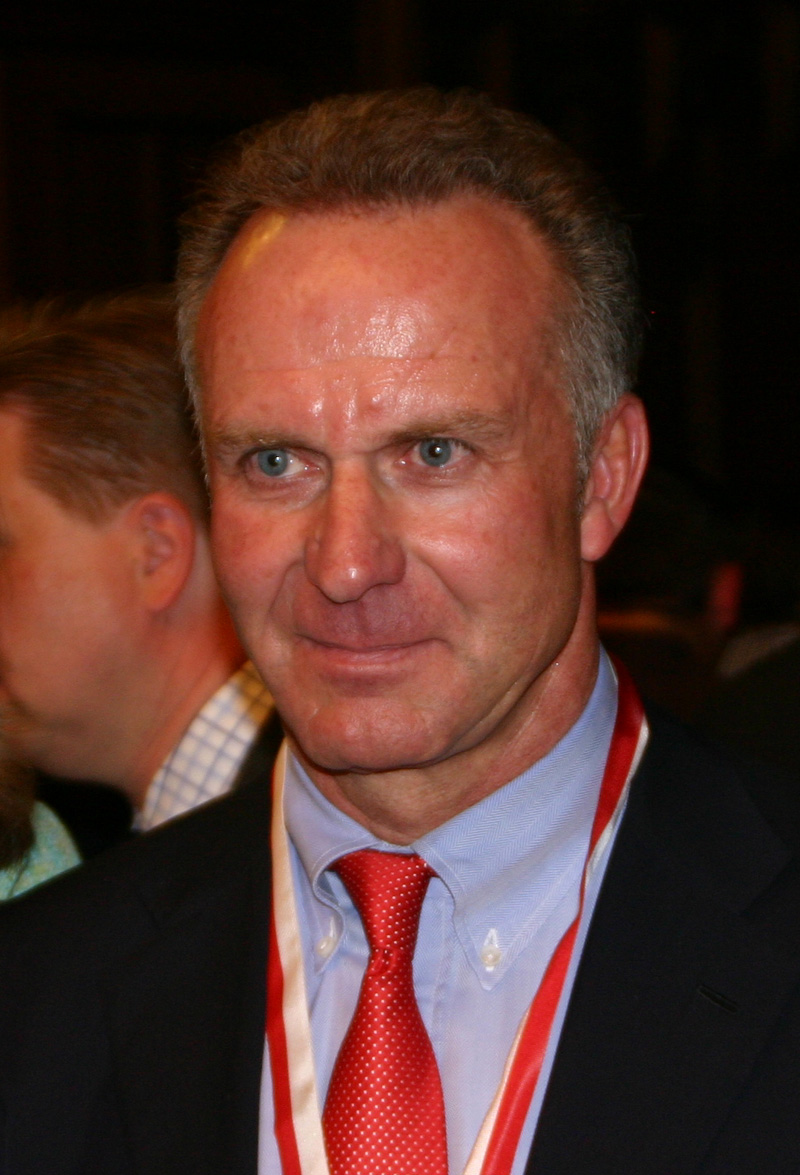
Karl-Heinz Rummenigge,
geboren in 1955

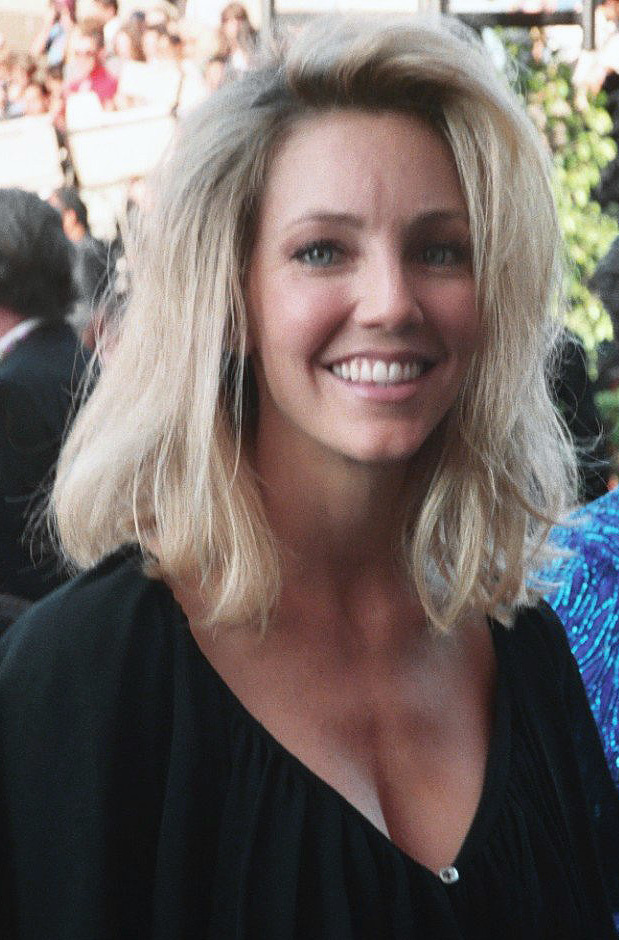
Heather Locklear,
geboren in 1961

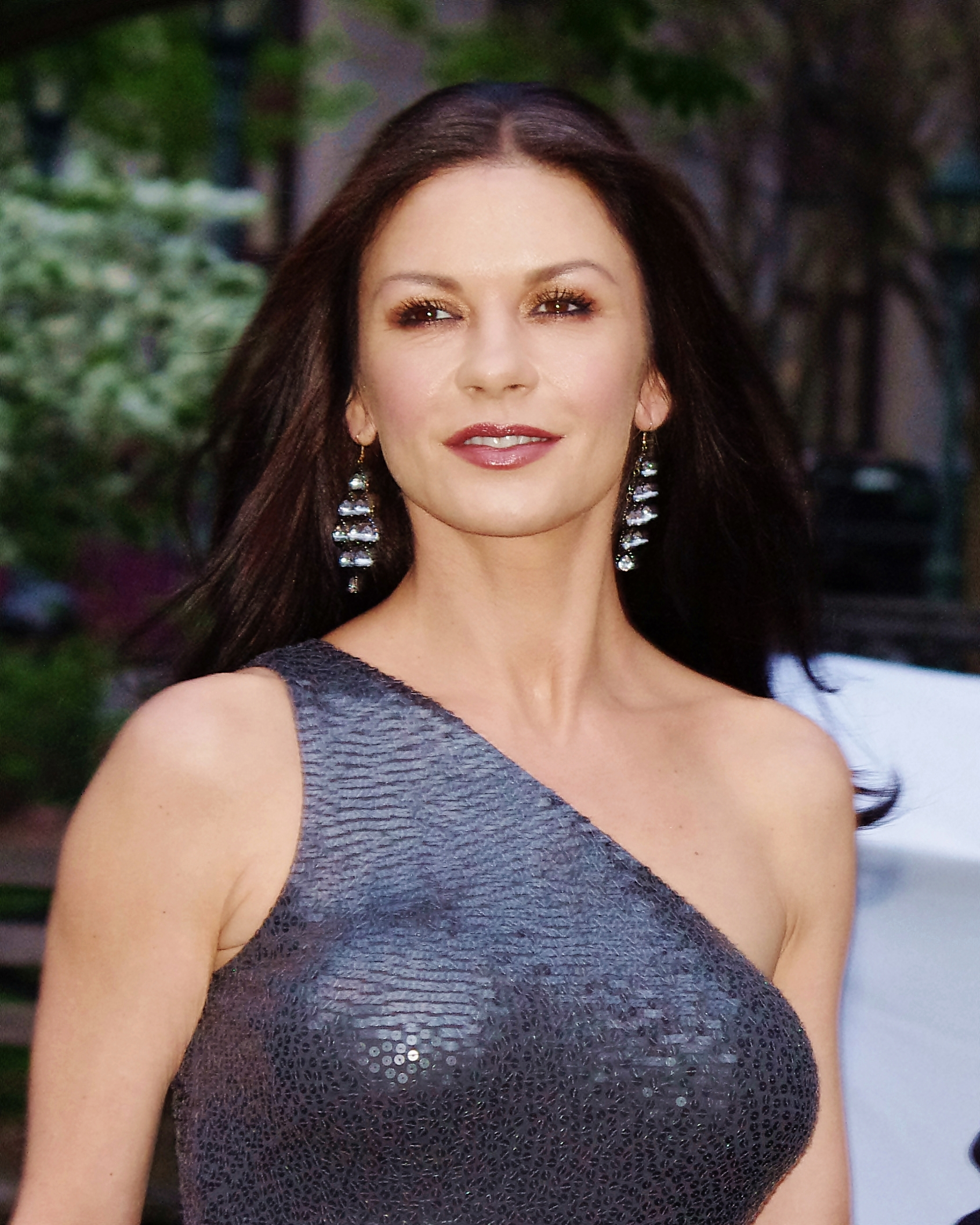
Catherine Zeta-Jones,
geboren in 1969

- 1617 - Simon Grundel-Helmfelt, Zweeds maarschalk en baron (overleden 1676)
- 1644 - Ole Rømer, Deens astronoom (overleden 1710)
- 1694 - Henry Pelham, Brits politicus (overleden 1754)
- 1718 - Martin Johann Schmidt, Oostenrijks kunstschilder (overleden 1801)
- 1744 - Frederik Willem II, koning van Pruisen (overleden 1797)
- 1749 - Abraham Gottlob Werner, Duits geoloog (overleden 1817)
- 1782 - Charles Maturin, Iers schrijver (overleden 1824)
- 1793 - Felicia Hemans, Brits dichteres (overleden 1835)
- 1797 - Cornelis Kruseman, Nederlands kunstschilder (overleden 1857)
- 1807 - Alfred Vail, Amerikaans uitvinder (overleden 1859)
- 1825 - Herman van Cappelle, Nederlands medicus (overleden 1890)
- 1829 - William Michael Rossetti, Engels schrijver en dichter (overleden 1919)
- 1834 - Désiré Van Monckhoven, Belgisch wetenschapper (overleden 1882)
- 1839 - Mina Kruseman, Nederlands feministe, schrijfster, actrice en zangeres (overleden 1922)
- 1846 - Wladimir Köppen, Russisch-Oostenrijks bioloog (overleden 1940)
- 1871 - Benjamin Boers, Nederlands communistisch predikant (overleden 1952)
- 1879 - Hermann Barrelet, Frans roeier (overleden niet bekend)
- 1884 - Kees Boeke, Nederlands pedagoog (overleden 1966)
- 1886 - Jesús Guridi, Spaans componist (overleden 1961)
- 1887 - James Duncan, Amerikaans atleet (overleden 1955)
- 1896 - Sandro Pertini, zevende president van Italië (overleden 1990)
- 1896 - Max Tetzner, Nederlands voetballer en schaatser (overleden 1932)
- 1897 - Lionel Blomme, Belgisch dirigent en componist (overleden 1984)
- 1897 - Wilhelm Falley, Duits generaal (overleden 1944)
- 1897 - William Faulkner, Amerikaans schrijver (overleden 1962)
- 1900 - Fritz Kolbe, Duits diplomaat en spion (overleden 1971)
- 1903 - Mark Rothko, Russisch schilder (overleden 1970)
- 1905 - Andreas Hermanus Buissink, Nederlands burgemeester (overleden 1959)
- 1906 - José Figueres Ferrer, Costa Ricaans staatsman (overleden 1990)
- 1906 - Jaroslav Ježek, Tsjechisch componist, dirigent (overleden 1942)
- 1906 - Dmitri Sjostakovitsj, Russisch componist (overleden 1975)
- 1908 - Roger Beaufrand, Frans wielrenner en olympisch kampioen (overleden 2007)
- 1913 - Josef Bican, Oostenrijks-Tsjechisch voetballer en trainer (overleden 2001)
- 1913 - Rob Delsing, Nederlands schrijver en dichter (overleden 1983)
- 1918 - Alfredo Eduardo Barreto de Freitas Noronha (Noronha), Braziliaans voetballer (overleden 2003)
- 1919 - Felipe Cruz, Filipijns ondernemer (overleden 2013)
- 1921 - Jacques Martin, Frans striptekenaar (overleden 2010)
- 1921 - Ted Meines, Nederlands verzetsman, luitenant-generaal en oprichter Stichting Veteranen Platform (overleden 2016)
- 1921 - Robert Muldoon, Nieuw-Zeelands politicus en premier (overleden 1992)
- 1922 - Roger Etchegaray, Frans curiekardinaal (overleden 2019)
- 1923 - Sam Rivers, Amerikaans jazz-muzikant en componist (overleden 2011)
- 1926 - Sergej Filatov, Sovjet-Russisch ruiter (overleden 1997)
- 1929 - Ronnie Barker, Brits komiek en acteur (overleden 2005)
- 1929 - Alfred Langenus, Belgisch atleet (overleden 2005)
- 1929 - Barbara Walters, Amerikaans journalist, schrijver, televisiepresentator en mediapersoonlijkheid (overleden 2022)
- 1930 - Rinus van Galen (Martin Gale), Nederlands componist (overleden 1989)
- 1931 - Bryan Birch, Brits wiskundige
- 1932 - Glenn Gould, Canadees pianist en componist (overleden 1982)
- 1932 - Brian Murphy, Brits acteur (overleden 2025)
- 1932 - Adolfo Suárez, Spaans minister-president (overleden 2014)
- 1933 - Polo de Haas, Nederlands pianist (overleden 2022)
- 1934 - Neil Coles, Engels golfprofessional en golfbaanarchitect
- 1934 - Jean Sorel, Frans acteur
- 1935 - Adrien Douady, Frans wiskundige (overleden 2006)
- 1935 - Bjarne Liller Pedersen, Deens zanger, songwriter en acteur (overleden 1993)
- 1935 - Maj Sjöwall, Zweeds detectiveschrijfster en vertaalster (overleden 2020)
- 1936 - Pierre Carniti, Italiaans politicus en vakbondsman (overleden 2018)
- 1938 - Augusto Lamo Castillo, Spaans voetbalscheidsrechter (overleden 2002)
- 1938 - Neville Lederle, Zuid-Afrikaans autocoureur (overleden 2019)
- 1938 - Jonathan Motzfeldt, eerste premier van Groenland (overleden 2010)
- 1939 - Leon Brittan, Brits politicus (overleden 2015)
- 1939 - Natascha Emanuels, Nederlands cabaretière (overleden 2018)
- 1939 - Artoer Tsjilingarov, Russisch poolonderzoeker en politicus (overleden 2024)
- 1940 - Jan Van Rompaey, Belgisch radio- en televisiepresentator
- 1942 - Henri Pescarolo, Frans autocoureur
- 1943 - Josh Taylor, Amerikaans acteur
- 1944 - Michael Douglas, Amerikaans filmproducer en -acteur
- 1944 - Vitali Tsesjkovski, Russisch schaakgrootmeester (overleden 2011)
- 1944 - Jean-Pierre Ricard, Frans kardinaal-aartsbisschop van Bordeaux
- 1945 - François Janssens, Belgisch voetballer (overleden 2024)
- 1946 - Dirk Sterckx, Belgisch journalist en politicus
- 1948 - Patricia Lasoen, Belgisch dichteres (overleden 2023)
- 1949 - Pedro Almodóvar, Spaans filmregisseur
- 1949 - José De Cauwer, Belgisch wielrenner
- 1949 - Steve Mackay, Amerikaans saxofonist (overleden 2015)
- 1949 - Clodoaldo Tavares de Santana, Braziliaans voetballer
- 1950 - André Alen, Belgisch rechter
- 1950 - Stanisław Szozda, Pools wielrenner (overleden 2013)
- 1951 - Yardena Arazi, Israëlisch zangeres
- 1951 - Mark Hamill, Amerikaans acteur
- 1952 - Ray Clarke, Engels voetballer
- 1952 - Mathilde Heuing, Duits atlete
- 1952 - bell hooks (Gloria Jean Watkins), Amerikaans schrijfster, professor, feministe en sociaal activiste (overleden 2021)
- 1952 - Christopher Reeve, Amerikaans acteur (overleden 2004)
- 1953 - Liuwe Tamminga, Nederlands organist en klavecinist (overleden 2021)
- 1954 - Joep Lange, Nederlands hoogleraar infectieziekten en aidsdeskundige (overleden 2014)
- 1954 - Juande Ramos, Spaans voetballer en voetbaltrainer
- 1955 - Ludo Coeck, Belgisch voetballer (overleden 1985)
- 1955 - Peter Müller, Duits politicus
- 1955 - Karl-Heinz Rummenigge, Duits voetballer
- 1955 - Zucchero, Italiaans singer-songwriter, componist en muziekproducent
- 1956 - Salvatore Bagni, Italiaans voetballer
- 1956 - Jamie Hyneman, Amerikaans ondernemer en presentator
- 1956 - Gábor Szücs, Hongaars wielrenner
- 1957 - Michael Madsen, Amerikaans acteur (overleden 2025)
- 1959 - Eduardo Acevedo, Uruguayaans voetballer en voetbaltrainer
- 1960 - Ihor Bilanov, Sovjet-Oekraïens voetballer
- 1960 - Saskia Dekkers, Nederlands televisiejournaliste
- 1961 - Jacky Jakoba, Curaçaos-Nederlands honkballer (overleden 2022)
- 1961 - Heather Locklear, Amerikaans model en actrice
- 1961 - Eduardo Esteban Martínez, Argentijns volleyballer en beachvolleyballer
- 1961 - Marnix Verhegghe, Belgisch atleet
- 1961 - Ronnie Whelan, Ierse voetballer
- 1962 - Aida Turturro, Amerikaans actrice
- 1962 - Dariusz Wdowczyk, Pools voetballer en voetbalcoach
- 1963 - Inez van Lamsweerde, Nederlands kunstfotografe
- 1964 - Carlos Ruiz Zafón, Spaans schrijver (overleden 2020)
- 1966 - Niccolò Ammaniti, Italiaans schrijver
- 1967 - Jeff Hartwig, Amerikaans atleet
- 1968 - Friso van Oranje-Nassau van Amsberg, Nederlands prins (overleden 2013)
- 1968 - Will Smith, Amerikaans rapper en acteur
- 1969 - Bumblefoot (Ron Thal), Amerikaans gitarist, songwriter en muziekproducent
- 1969 - Hansie Cronjé, Zuid-Afrikaans cricketer (overleden 2002)
- 1969 - Malin Persson Giolito, Zweeds auteur en advocaat
- 1969 - Sara Symington, Engels wielrenster
- 1969 - Maximilian Weigend, Duits botanicus
- 1969 - Catherine Zeta-Jones, Brits actrice
- 1970 - Jolanta Polikevičiūtė, Litouws wielrenster
- 1970 - Rasa Polikevičiūtė, Litouws wielrenster
- 1971 - Marjon Hoffman, Nederlands kinderboekenschrijfster
- 1971 - Mika Saiki, Japans (beach)volleybalster
- 1973 - Tijjani Babangida, Nigeriaans voetballer
- 1974 - Olivier Dacourt, Frans voetballer
- 1974 - Aleksej Prosjin, Russisch schaatser
- 1975 - Daniela Ceccarelli, Italiaans alpineskiester
- 1975 - Grace Upshaw, Amerikaans atlete
- 1975 - Hannelore Zwitserlood, Nederlands nieuwslezeres
- 1976 - Chauncey Billups, Amerikaans basketbalspeler
- 1976 - Petit, Portugees voetballer
- 1976 - Denys Sylantjev, Oekraïens zwemmer
- 1977 - Rinaldo Nocentini, Italiaans wielrenner
- 1978 - Ricardo Gardner, Jamaicaans voetballer
- 1978 - Mher Hovhanisian, Armeens schaker
- 1978 - Stanislav Kravtsjoek, Oekraïens freestyleskiër
- 1978 - Denise Mosbach, Nederlands hockeyster
- 1979 - Jason Koumas, Welsh voetballer
- 1979 - Michele Scarponi, Italiaanse wielrenner (overleden 2017)
- 1980 - Matej Jug, Sloveens voetbalscheidsrechter
- 1980 - Walter López, Guatemalteeks voetbalscheidsrechter
- 1980 - T.I. (Clifford Joseph Harris Jr.), Amerikaans rapper, songwriter, acteur, muziekproducent
- 1980 - Nikola Žigić, Servisch voetballer
- 1981 - Van Hansis, Amerikaans acteur
- 1981 - Bouke Scholten, Nederlands zanger
- 1982 - Innocent Anyanwu, Nederlands-Nigeriaans bokser
- 1982 - Nelson van der Pol, Nederlands autocoureur
- 1983 - Donald Glover (Childish Gambino), Amerikaans acteur, zanger en rapper
- 1984 - Marshevet Hooker, Amerikaans atlete
- 1984 - Barak Itzhaki, Israëlisch voetballer
- 1984 - Siphiwe Tshabalala, Zuid-Afrikaans voetballer
- 1985 - Nery Brenes, Costa Ricaans atleet
- 1985 - Marvin Matip, Duits voetballer
- 1986 - Marleen de Rooy, Nederlands politiek verslaggever
- 1986 - Albert Subirats, Venezolaans zwemmer
- 1986 - Wesley Verhoek, Nederlands voetballer
- 1987 - Anthony Benna, Frans freestyleskiër
- 1987 - Kamila Hájková, Tsjechisch kunstschaatsster
- 1987 - Darren Leung, Brits autocoureur
- 1987 - Monica Niculescu, Roemeens tennisster
- 1987 - Joachim Puchner, Oostenrijks alpineskiër
- 1988 - Kataryna Dolzjikova, Oekraïens schaakster
- 1988 - Toon Greebe, Nederlands darter (overleden 2023)
- 1988 - Maik Kuivenhoven, Nederlands darter
- 1989 - Junko Hoshino, Japans freestyleskiester
- 1989 - Fernanda da Silva, Braziliaans handbalster
- 1989 - Igor Stojchevski, Macedonisch voetbalscheidsrechter
- 1990 - Mao Asada, Japans kunstschaatsster
- 1990 - Ismael Debjani, Belgisch atleet
- 1990 - Ina Meschik, Oostenrijks snowboardster
- 1990 - Darwin Pantoja, Colombiaans wielrenner
- 1991 - Athanasios Karagounis, Grieks voetballer
- 1991 - Emma Kullberg, Zweeds voetbalster
- 1991 - Stine Bredal Oftedal, Noors handbalster
- 1992 - Zoël Amberg, Zwitsers autocoureur
- 1992 - Jonathan Clauss, Frans voetballer
- 1992 - Willy Delajod, Frans voetbalscheidsrechter
- 1992 - Kim Ju-sik, Noord-Koreaans kunstschaatser
- 1992 - Roeslan Zjigansjin, Russisch kunstschaatser
- 1993 - Arlind Ajeti, Zwitsers-Albanees voetballer
- 1993 - Miguel Van Damme, Belgisch voetballer (overleden 2022)
- 1994 - Mashu Baker, Japans judoka
- 1994 - Kai Verbij, Nederlands schaatser
- 1995 - Sofía Reyes, Amerikaans zangeres
- 1996 - Mie Nielsen, Deens zwemster
- 1997 - Clyde Lewis, Australisch zwemmer
- 1997 - Suzanne Schulting, Nederlands schaatsster
- 2001 - Dylan Hopkins, Australisch wielrenner
- 2001 - Matteo Strikker, Belgisch basketballer
- 2002 - Jayden Turfkruier, Nederlands voetballer
- 2005 - Lotte Keukelaar, Nederlands voetbalster

## Overleden

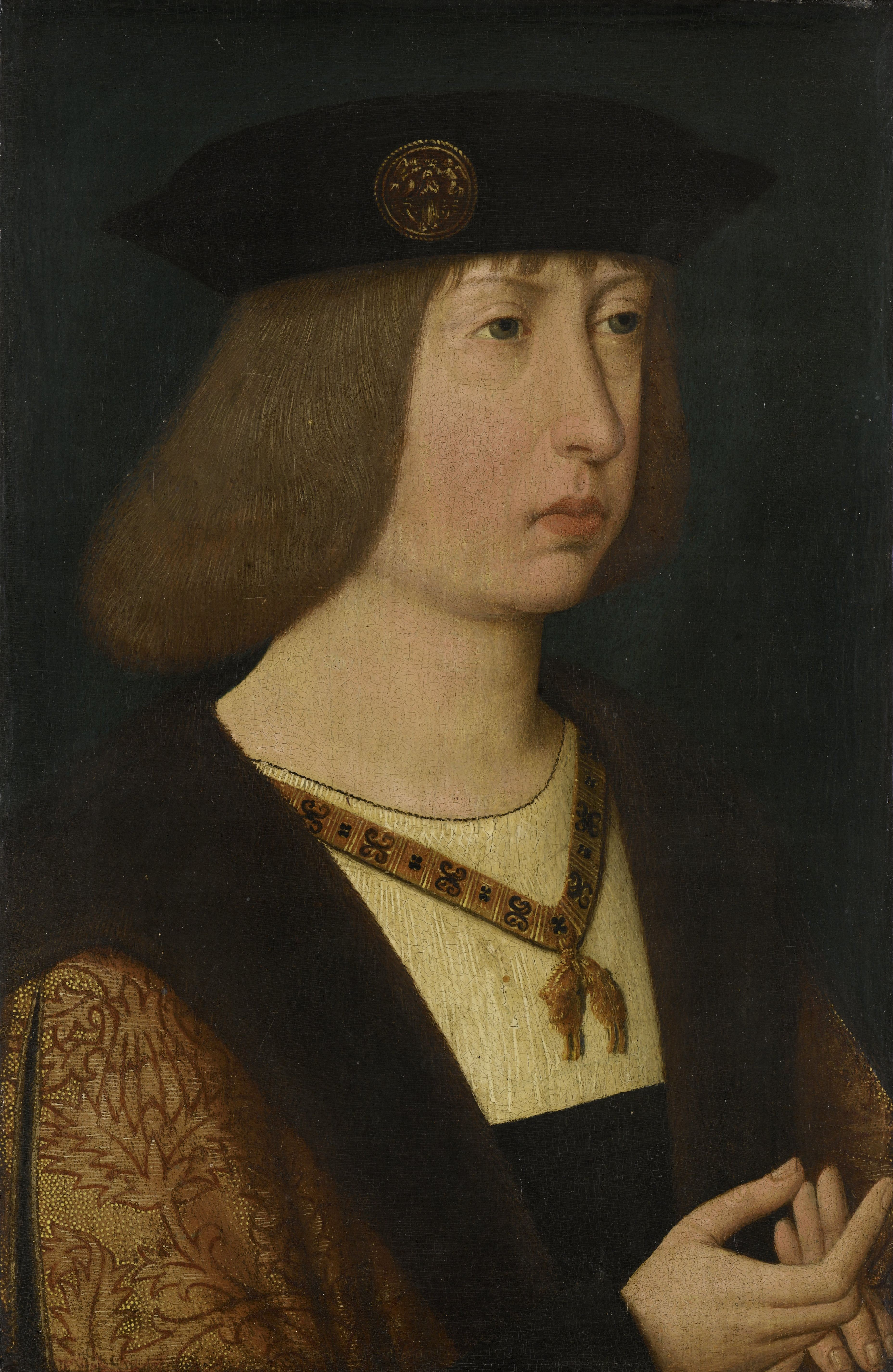
Filips de Schone,
overleden in 1506

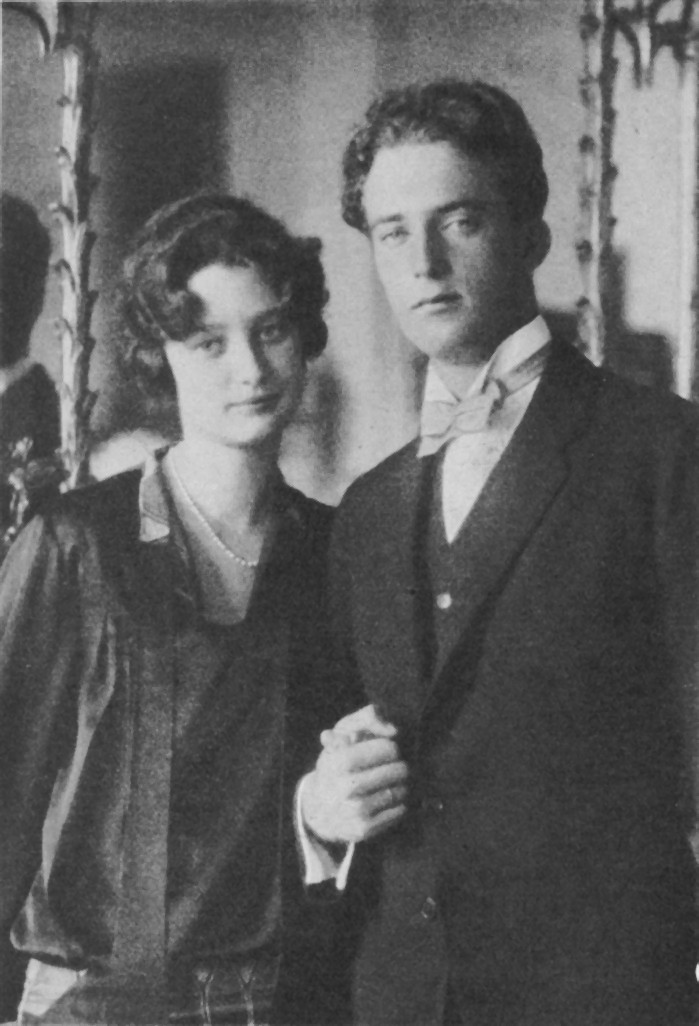
Leopold III van België,
overleden in 1983

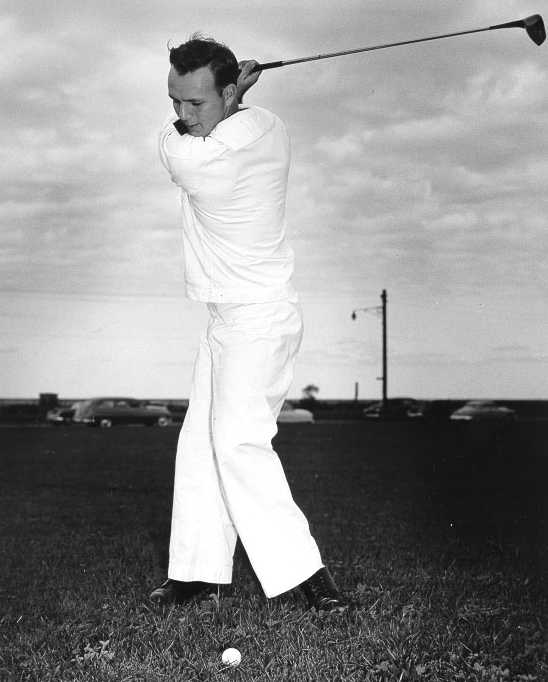
Arnold Palmer,
overleden in 2016

- 1066 - Harald III van Noorwegen (51), koning van Noorwegen
- 1086 - Willem VIII van Aquitanië (61), graaf van Aquitanië
- 1506 - Filips de Schone (28), vorst van de Bourgondische Nederlanden
- 1621 - Mary Sidney (59), Engels schrijfster
- 1628 - Magdalena van Beieren (41), Duits edelvrouwe
- 1652 - Johan Sickinghe (~76), Nederlands landedelman en bestuurder
- 1680 - Samuel Butler (68), Engels dichter
- 1792 - Jacques Cazotte (72), Frans schrijver en filosoof
- 1849 - Johann Strauss sr. (45), Oostenrijks componist
- 1882 - Désiré Van Monckhoven (48), Belgisch wetenschapper
- 1889 - Charles-Louis Verboeckhoven (87), Belgisch marineschilder
- 1893 - Adolphe Sellenick (67), Frans componist, dirigent, violist en cornettist
- 1914 - Theodore Nicholas Gill (77), Amerikaans ichtylogist, mammalogist, malacologist en bibliothecaris
- 1930 - Mimi Hamminck Schepel (90), Nederlands schrijfster
- 1933 - Paul Ehrenfest (53), Oostenrijks natuurkundige
- 1945 - Leo Vindevogel (56), Belgisch burgemeester en parlementslid
- 1955 - Martha Norelius (46), Amerikaans zwemster
- 1958 - Ludwig Crüwell (66), Duits generaal
- 1958 - John Broadus Watson (80), Amerikaans psycholoog
- 1963 - Kurt Zeitzler (68), Duits generaal
- 1967 - Stanisław Sosabowski (75), Pools generaal
- 1970 - Erich Maria Remarque (72), Duits schrijver
- 1972 - Friedrich Schröder (62), Duits componist, dirigent en muziekuitgever
- 1976 - Frans Houben (78), Nederlands bestuurder
- 1977 - Peter Stæchelin (54), Zwitsers autocoureur
- 1977 - Gerhard Winkler (71), Duits componist
- 1979 - Tapio Rautavaara (64), Fins atleet, zanger en acteur
- 1980 - John Bonham (32), Brits drummer
- 1980 - Lewis Milestone (84), Amerikaans filmregisseur
- 1980 - Wim de Vreng (50), Nederlands zwemmer
- 1983 - Leopold III (81), koning der Belgen
- 1987 - Mary Astor (81), Amerikaans actrice
- 1989 - George Tichenor (69), Amerikaans autocoureur
- 1991 - Klaus Barbie (77), Duits oorlogsmisdadiger
- 1992 - César Manrique (73), Spaans kunstenaar
- 2001 - Michel Stockx, Belgisch meervoudig kindermoordenaar
- 2008 - Patrick d'Udekem d'Acoz (72), Belgisch aristocraat, politicus en vader van de Belgische koningin Mathilde
- 2008 - Kees Otten (83), Nederlands blokfluitspeler
- 2010 - Herman Deridder (72), Belgisch heemkundige
- 2011 - Theyab Awana (21), voetballer uit de Verenigde Arabische Emiraten
- 2011 - Wangari Maathai (71), Keniaans milieu- en politiekactivist
- 2011 - Floris Meydam (91), Nederlands glaskunstenaar
- 2012 - Neşet Ertaş (74), Turks zanger
- 2012 - Alonso Lujambio (50), Mexicaans politicoloog en minister
- 2012 - Andy Williams (84), Amerikaans zanger
- 2013 - Hans-Joachim Rotzsch (84), Duits tenor en koordirigent
- 2014 - Vladimir Dolbonosov (65), Sovjet voetballer
- 2016 - Nahed Hattar (56), Jordaans schrijver en journalist
- 2016 - Arnold Palmer (87), Amerikaans golfer
- 2017 - Folke Rabe (81), Zweeds componist en trombonist
- 2018 - Anthon Beeke (78), Nederlands grafisch ontwerper
- 2019 - Paul Badura-Skoda (91), Oostenrijks pianist
- 2022 - Otto Roffel (95), Nederlands voetballer
- 2023 - Eugenio Calabi (100), Italiaans-Amerikaans wiskundige
- 2023 - Robby Malhoe (69), Surinaams politicus[10]
- 2023 - David McCallum (90), Schots acteur
- 2023 - Matteo Messina Denaro (61), Italiaans maffiabaas
- 2024 -  Vassula Rydén (82), Egyptisch zieneres en schrijfster

## Viering/herdenking
- Werelddag van de Apotheker
- Rooms-katholieke kalender, Heiligen:
  - Gerolf (van Drongen) - Feest bisdom Gent († c. 750)
  - Firminus de Oude († c. 272)
  - Kleofas († 1e eeuw)
  - Vincenzo Maria Strambi († 1824)
  - Cadoc († c. 580)
  - Sergius van Radonezj († 1392)
  - Albertus van Jeruzalem († 1149)
  - Finbarr (van Cork) († 623)
- Zaligen
  - Giuseppe Dusmet († 1894)

## Weerextremen

### Nederland
| | Officiële records | Officiële records | Officiële records |      | Landelijke records | Landelijke records | Landelijke records            |
| Gebeurtenis | Jaar              | Extreem           | Locatie           | Jaar | Extreem            | Locatie            |                               |
| --- | ----------------- | ----------------- | ----------------- | ---- | ------------------ | ------------------ | ----------------------------- |
| Laagste etmaalgemiddelde temperatuur (°C) | 1906              | 7,2               | De Bilt           |      | 1912               | 5,8                | Maastricht                    |
| Hoogste etmaalgemiddelde temperatuur (°C) | 1965              | 18,4              | De Bilt           |      | 1967               | 20,7               | Maastricht                    |
| Laagste minimumtemperatuur (°C) | 1906              | −0,9              | De Bilt           |      | 1906               | −0,9               | De Bilt                       |
| Hoogste minimumtemperatuur (°C) | 1967              | 16,5              | De Bilt           |      | 2006               | 17,2               | Vlieland                      |
| Laagste maximumtemperatuur (°C) | 1974              | 9,8               | De Bilt           |      | 1974               | 9,2                | Deelen, Schiphol, Soesterberg |
| Hoogste maximumtemperatuur (°C) | 2016              | 24,3              | De Bilt           |      | 1967               | 27,2               | Maastricht                    |
| Hoogste uurgemiddelde windsnelheid (m/s) | 1935              | 15,4              | De Bilt           |      | 1935               | 24,2               | De Kooy                       |
| Hoogste windstoot (m/s) | 1958              | 26,2              | De Bilt           |      | 2020               | 32,0               | Hoek van Holland              |
| Langste zonneschijnduur (uur) | 1997              | 11,2              | De Bilt           |      | 1997               | 11,3               | Deelen, Maastricht, Schiphol  |
| Langste neerslagduur (uur) | 1993              | 16,8              | De Bilt           |      | 1993               | 24,0               | Twenthe                       |
| Hoogste etmaalsom van de neerslag (mm) | 1984              | 17,9              | De Bilt           |      | 1993               | 58,6               | Arcen                         |
| Laagste etmaalgemiddelde relatieve vochtigheid (%) | 1929              | 64                | De Bilt           |      | 1929, 1965         | 61                 | Maastricht                    |
| Laagste uurwaarde luchtdruk op zeeniveau (hPa) | 1974              | 982,1             | De Bilt           |      | 1974               | 981,2              | Hoek van Holland              |
| Hoogste uurwaarde luchtdruk op zeeniveau (hPa) | 2018              | 1039,6            | De Bilt           |      | 2018               | 1040,2             | Maastricht                    |
| Officiële records worden altijd gemeten op het KNMI-weerstation in De Bilt. Landelijke records kunnen worden gemeten op elk officieel KNMI-weerstation in Nederland. |                   |                   |                   |      |                    |                    |                               |

Uitzonderlijke gebeurtenissen
- 1911 - Laatste officiële warme dag van het jaar (maximumtemperatuur ≥ 20 °C in De Bilt)
- 1951 - Laatste officiële warme dag van het jaar (maximumtemperatuur ≥ 20 °C in De Bilt)
- 1964 - Laatste officiële warme dag van het jaar (maximumtemperatuur ≥ 20 °C in De Bilt)
- 1993 - Landelijk maandrecord langste neerslagduur in uren van september gemeten in Twenthe: 24,0
- 1994 - Laatste officiële warme dag van het jaar (maximumtemperatuur ≥ 20 °C in De Bilt)
- 1999 - Laatste officiële warme dag van het jaar (maximumtemperatuur ≥ 20 °C in De Bilt)

### België
Dagrecords
- 1912 - Laagste etmaalgemiddelde temperatuur 7,2 °C
- 1895 - Hoogste etmaalgemiddelde temperatuur 21,8 °C
- 1912 - Laagste minimumtemperatuur 2,5 °C
- 1895 - Hoogste maximumtemperatuur 28,8 °C
- 1975 - Hoogste etmaalsom van de neerslag 19,2 mm

Uitzonderlijke gebeurtenissen
- 2002 - In de provincies Luxemburg en Namen vriest het al met minima tot –1,8 °C in Marvie (Bastenaken).
- 2003 - In Neidingen (Sankt Vith) daalt de minimumtemperatuur tot –3,2 °C.

<< · 1 · 2 · 3 · 4 · 5 · 6 · 7 · 8 · 9 · 10 · 11 · 12 · 13 · 14 · 15 · 16 · 17 · 18 · 19 · 20 · 21 · 22 · 23 · 24 · 25 · 26 · 27 · 28 · 29 · 30 · >>